# 4802 Khatchaturian
4802 Khatchaturian је астероид главног астероидног појаса чија средња удаљеност од Сунца износи 2,218 астрономских јединица (АЈ).
Апсолутна магнитуда астероида је 15,1.